# Fina Strazza
Fina Strazza, född 3 november 2005 i New York, är en amerikansk skådespelerska. Hon har blivit som mest framträdande i titelrollen som Matilda i musikalen med samma namn, samt för rollen som KJ Brandman, i Prime Video-serien Paper Girls. År 2025 kommer hon dessutom att spela en av huvudrollerna i Netflixskräckfilmen Fear Street: Prom Queen.

## Filmografi (i urval)

### Filmer
| År   | Titel                   | Roll             | Noter    |
| ---- | ----------------------- | ---------------- | -------- |
| 2015 | A Christmas Melody      | Emily Parson     | TV-film  |
| 2019 | Above the Shadows       | Unga Holly       |          |
| 2025 | Fear Street: Prom Queen | Tiffany Falconer | Kommande |

### TV-serier
| År   | Titel                             | Roll         | Noter                      |
| ---- | --------------------------------- | ------------ | -------------------------- |
| 2019 | Law & Order: Special Victims Unit | Milly Bucci  | Avsnittet "The Good Girl"  |
| 2019 | Madam Secretary                   | Unga Stevie  | Avsnittet "The New Normal" |
| 2022 | Paper Girls                       | KJ Brandman  | Huvudroll                  |
| 2024 | FBI: Most Wanted                  | Jessie Davis | Avsnittet "Pig Butchering" |